# Óscar de la Riva Aguado
Óscar de la Riva Aguado (* 15. Juli 1972 in Barcelona) ist ein spanisch-katalanischer Schachspieler, ‑schiedsrichter und ‑trainer, der für den andorranischen Verband antritt. Er trägt den Titel eines Großmeisters.

## Karriere
De la Riva gewann im Jahr 2003 überraschend die Spanische Schachmeisterschaft und besiegte dabei Salvador Gabriel Del Río Angelis im Finale mit 2:0 nach Stichkampf. Im Halbfinale konnte er den mehrfachen spanischen Meister Miguel Illescas Córdoba bezwingen. Zudem konnte er bereits sechsmal die andorranische Meisterschaft gewinnen.
De la Riva spielte bei den Schacholympiaden 2000, 2002, 2004, 2006, 2008, 2010, 2012 und  2014 jeweils am Spitzenbrett der andorranischen Mannschaft.
Vereinsschach spielte er in der höchsten französischen Liga mehrfach für den Club de Echiquier Orangeois, in der höchsten spanischen Liga für UE Foment Martinenc Barcelona und GEVA-CEA Andorra. Am European Club Cup 1993 nahm de la Riva mit einer katalanischen Regionalauswahl teil.
2011 wurde ihm von der FIDE der Titel FIDE-Arbiter verliehen, 2013 der Titel FIDE-Trainer.
2014 erreichte er mit 8,5 aus 11 den dritten Platz beim Zonenturnier der kleinen Nationen in Zypern, beim zweiten Zonenturnier 2016 in Luxemburg wurde er Zweiter hinter dem färöischen IM Helgi Ziska.

## Werke
- La Holandesa Leningrado, 2001
- … i Mat 1, mit Raul García, ISBN 978-99920-906-8-8, 2008